# Alpe di Mezzedo
L'Alpe Mezzedo è un'area montana situata tra i comuni di Lierna e Esino Lario, nella Provincia di Lecco, all'interno delle Prealpi Lombarde. L'altipiano si trova a un'altitudine compresa tra i 1.200 e i 1.500 metri sul livello del mare ed è noto per i suoi paesaggi naturali, i sentieri escursionistici e i panorami sul Lago di Como.

## Geografia
L'Alpe Mezzedo si estende sulle pendici della Grigna Settentrionale, nel settore orientale del Gruppo delle Grigne. È caratterizzato da ampie distese erbose, boschi di faggio e abeti, oltre a malghe e rifugi utilizzati tradizionalmente per l'allevamento del bestiame.
La zona è attraversata da sentieri che collegano l'Alpe Mezzedo con la Bocca di Lierna, il Monte Pilastro e il Monte Palagia, offrendo una vasta rete di itinerari per escursionisti e amanti della natura.

## Storia e cultura
L'area dell'Alpe Mezzedo è stata frequentata fin dall'antichità per la transumanza e l'allevamento, grazie alla sua posizione favorevole e alla ricchezza di pascoli. Documenti storici attestano la presenza di insediamenti pastorali già in epoca medievale.

## Collegamenti con Leonardo da Vinci
Durante i suoi soggiorni a Lierna, Leonardo da Vinci esplorò le aree montane circostanti, annotando nel Codice Atlantico dettagli sulle caratteristiche geomorfologiche della Grigna e sulle sorgenti d'acqua della zona, tra cui quelle nei pressi dell'Alpe Mezzedo. Secondo alcuni studi, Leonardo trasse ispirazione da questi paesaggi per la realizzazione degli sfondi di opere come la Gioconda e la Vergine delle Rocce.

## Escursionismo
L'Alpe Mezzedo è una destinazione popolare per gli escursionisti grazie alla sua rete di sentieri ben segnalati, che offrono percorsi panoramici con vista sulle cime circostanti e sul Lago di Como. Le principali vie di accesso partono da Lierna, Esino Lario e dalla Bocca di Lierna.
Tra i percorsi più frequentati vi è quello che conduce alla Grigna Settentrionale, passando attraverso i Tre Sassi e il Monte Belvedere, offrendo una delle viste più spettacolari sul territorio lecchese.